# Hydraena camerojocula
Hydraena camerojocula (лат.) — вид жуков-водобродок рода Hydraena из подсемейства Hydraeninae. Название состоит из имени места обнаружения (Камерун) и слова jocula, обозначающего признак улыбкообразной пронотальной ямки.

## Распространение
Встречаются в Камеруне (Экваториальная Африка).

## Описание
Жуки-водобродки мелкого размера (менее 2 мм), удлинённой формы. Дорзум в целом тёмно-коричневый, за исключением лабрума, наличника и переднелатеральных углов переднеспинки, которые более светлые, пальпы коричневатые, вершина последнего пальпомера не темнее. Отличается от других представителей рода в Камеруне сочетанием умеренно глубоких постеросубмедианных ямок, сходящихся медиально и образующих U-образную впадину, метавентральных бляшек умеренно узких сзади, сужающихся к точке спереди, и строением эдеагуса. Взрослые жуки, предположительно, как и близкие виды, растительноядные, личинки плотоядные.

## Классификация
Вид был впервые описан в 2022 году американским энтомологом Philip Don Perkins (Department of Entomology, Museum of Comparative Zoology, Гарвардский университет, Кембридж, США) по типовым материалам из Камеруна.